# Articolul 58 (Codul penal al RSFSR)
Articolul 58 al Codului Penal al RSFS Rusă a fost promulgat pe 25 februarie 1927 cu scopul precis de a aresta acele persoane bănuite de activități contrarevoluționare. A fost revizuit de mai multe ori, în principal fiind modificat articolul 58-1, adăugându-se subarticolele enumerate mai jos (cel mai importante fiind promulgate pe 8 iunie 1934).
Acest articol introducea în mod oficial noțiunea de inamic al muncitorilor, definiți astfel în artiocolele 58-2 — 58-13 (în vreme cei încadrați la articolul 58-1 erau "trădători", iar la articolul 58-14 erau "sabotori"). 
Codurile penale ale celorlalte republici sovietice aveau articole asemănătoare. 

## Sumar
Notă: În această secțiune, conținutul articolului 58 este subliniat prin ghilimele. 
Articolul 58 pedepsea următoarele infracțiuni (ordinea subarticolelor este aceea a alfabetului cirilic rus): 
- 58-1: Activitatea contrarevoluționară:

"O acțiune contrarevoluționară este o acțiune menită să răstoarne, să submineze sau să slăbească puterea Sovietelor muncitorilor și țăranilor ... și a guvernelor URSS-ului sau a republicilor sovietice, sau a republicilor autonome, sau să submineze sau să slăbească securitatea externă a URSS-ului, sau principalele realizări economice, politice și naționale ale revoluției proletare." Acest articol nu limita infracțiunea doar la acțiunile antisovietice: prin "solidaritatea internațională a muncitorilor", orice alt "stat proletar" era protejat prin acest articol.
- 58-1а. Trădarea: se pedepsea prin pedeapsa capitală sau 10 ani de detenție. Pedeapsa complementară în ambele cazuri era confiscarea averii.
- 58-1б. Trădarea făptuită de militari se pedepsea prin pedeapsa capitală. Pedeapsa complementară era confiscarea averii.
- 58-1в. În cazul în care învinuitul era găsit vinovat de trădare, rudele sale erau considerate automat vinovate și erau închise pentru perioade de 5-10 ani iar averea le era confiscată, sau erau exilați 5 ani în Siberia, funcție de circumstanțe: ori au ajutat trădătorul sau aveau cunoștință de trădare și nu au raportat autorităților, sau doar au trăit în aceiași casă cu trădătorul.
- 58-1г. Neraportarea trădării în cazul unui militar: 10 ani de închisoare. În cazul civililor pedeapsa era prevăzută de articolul 58-12.

- 58-2. Rebeliune sau intervenție armată cu scopul de a cuceri puterea: pedeapsă ce varia până la cea capitală, complementar confiscarea averii și etichetarea oficială ca " inamic al muncitorilor ".
- 58-3. Stabilirea de contacte cu străinii "în scop contrarevoluționar" era pedepsit la fel ca articolul 58-2.
- 58-4. Ajutorul de orice fel dat "burgheziei internaționale" care nu recunoștea statele comuniste era pedepsit la fel ca articolul 58-2.
- 58-5. Îndemnarea unei entități străine la orice acțiune împotriva URSS-ului era pedepsită la fel ca articolul 58-2.
- 58-6. Spionajul era pedepsit similar cu articolul 58-2.
- 58-7. Subminarea industriei de stat, a transporturilor, a circulației monetare sau a sistemului de credit, ca și a societăților și organizațiilor cooperatiste în scop contrarevoluționar prin intermediul folosirii corespunzătoare a instituțiilor statului ca și prin împotrivirea la funcționarea lor normală era pedepsită la fel ca articolul 58-2.

Notă: infracțiunea astfel definită era cunoscută și sub numele de sabotaj, iar infractorii erau cunoscuți ca "sabotori".
- 58-8. Actele teroriste împotriva reprezentanților puterii sovietice sau a organizațiilor muncitorilor și țaranilor era pedepsite la fel ca articolul 58-2.
- 58-9. Distrugerile aduse transporturilor, comunicațiilor, aprovizionării cu apă, depozitelor sau a altor clări din proprietatea de stat, comunală sau cooperatistă, cu scopuri contrarevoluționare, erau pedepsite la fel ca articolul 58-2.
- 58-10. Propaganda și agitația contrarevoluționare: până la 6 luni de închisoare. În condițiile de rebeliune sau război la fel ca în cazul articolului 58-2.
- 58-11. Toate tipurile de sprijin organizațional sau acțiuni legate de pregătirea sau executarea infracțiunilor mai sus-citate erau echivalente cu infracțiunile respective și erau pedepsite similar.
- 58-12. Neraportarea autorităților a unei "activități contrarevoluționare": cel puțin 6 luni de închisoare.
- 58-13. Lupta activă împotriva mișcării revoluționare făptuită de oficiali țariști sau de membrii "guvernelor contrarevoluționare" în timpul războiului civil era pedepsită similar cu articolul 58-2.
- 58-14 (adăugat pe 6 iunie 1937) "Sabotajul contrarevoluționar", inclusiv neexecutarea cu rea credință sau executarea în mod deliberat neglijent a "sarcinilor încredințate", cu scopul de slăbire a puterii guvernamentale și a aparatului de stat era pedepsit cu cel puțin un an de închisoare, iar în cazul circumstanțelor agravante se putea merge până la pedeapsa capitală și confiscarea averii.

## Aplicarea
Acest articol a făcut ca numeroși nevinovați să fie închiși, fără a se ține seama de poziția lor în societate. Alexandr Soljenițîn a descris experiența sa de "cincizeci și optist" în romanele sale (mai ales în Primul cerc). GPU a justificat deportarea lui Lev Troțki din 1929 prin secțiunea 10 a articolului 58.
Sentințele erau lungi, până la 25 de ani, de multe ori erau prelungite nelimitat fără o nouă judecată. Condamnații cu articolul 58 erau cunoscuți drept "полити́ческий (politiceski)", deosebindu-se de criminalii de drept comun, " уголо́вник (ugolovnik)". După eliberare, prizonierul era trimis într-un exil intern, fără să aibă dreptul să se stabilească mai aproape de 100 de kilometri de orașele mari. 
Articolul 58, așa cum era conceput, permitea poliției secrete să aresteze și să închidă pe oricine, indiferent de vina adevărată, acest articol fiind transformat într-o armă politică. Pentru a închide un nevinovat, poliția secretă îl încadra la o secțiune în care erau condamnați cei în prezența cărora s-a organizat o acțiune antisovietică. Chiar dacă învinuitul își afirma nevinovăția prin neparticiparea la respectiva acțiune, neraportarea incidentului era o vină suficientă pentru a-l închide. 
În timpul și după încheierea celui de-al doilea război mondial, articolul 58 a fost folosit pentru pedepsirea prizonierilor de război evadați din lagărele germane sau repatriați. Prizonieratul era considerat o dovadă evidentă a lipsei lor de hotărâre în lupta pentru apărarea până la moarte a patriei, prin aceasta fiind probată atitudinea antisovietică. 

## Evoluții ulterioare
După denunțarea stalinismului de către Nikita Hrușciov, Codul Penal a fost modificat într-un mod semnificativ. 

## Wikisource
Textul complet în limba rusă